# Skórki
Skórki – wieś w województwie kujawsko-pomorskim, w powiecie żnińskim, w gminie Rogowo.
W latach 1975–1998 miejscowość administracyjnie należała do województwa bydgoskiego. Według Narodowego Spisu Powszechnego (III 2011 r.) liczyła 201 mieszkańców. Jest trzynastą co do wielkości miejscowością gminy Rogowo.

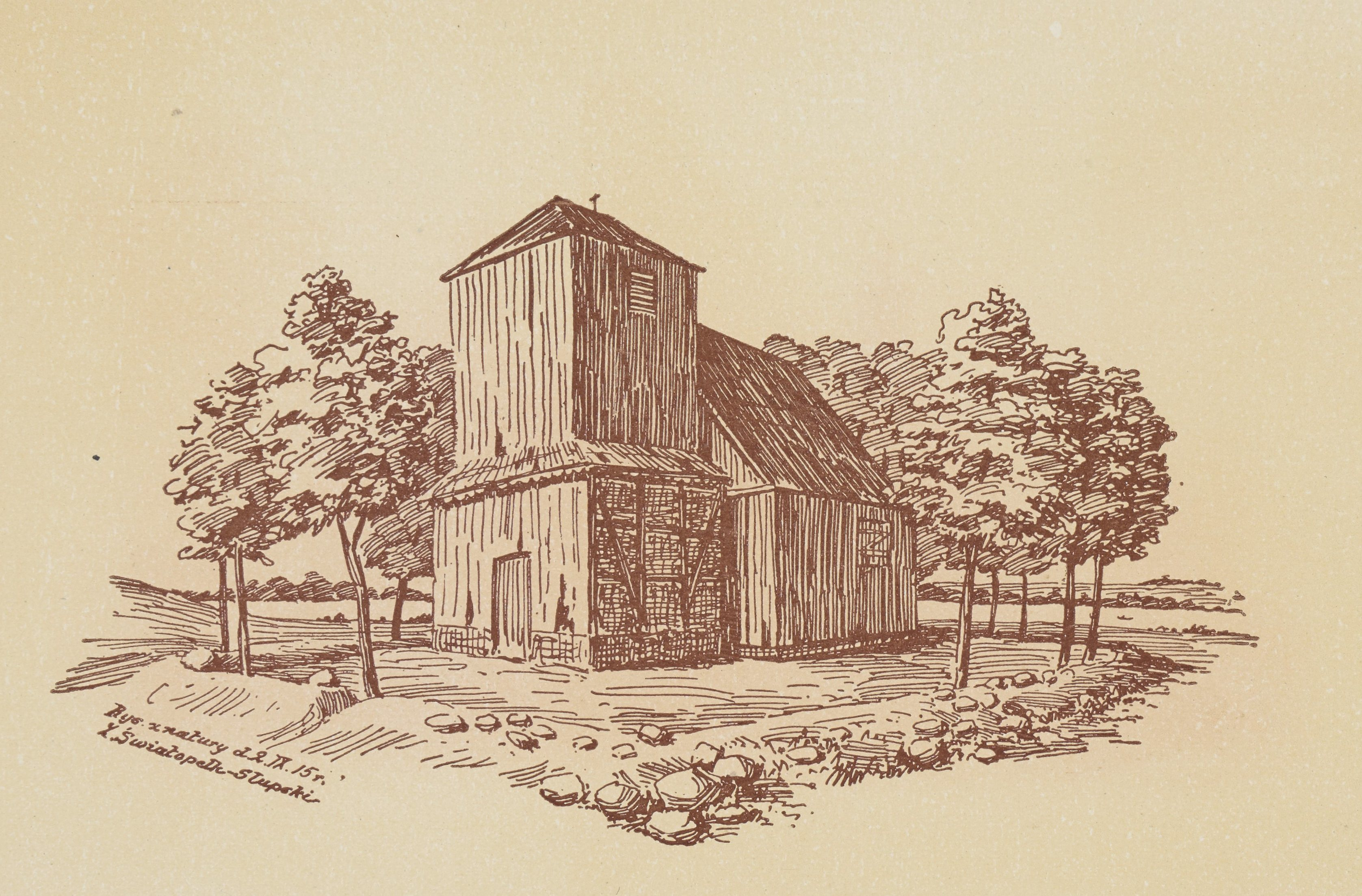
Widok kościoła przed 1917

Na terenie wsi zlokalizowany jest nieczynny cmentarz ewangelicki.

## Znane osoby
Urodził się tutaj Filip Padniewski – podkanclerzy koronny (1559–1562), biskup przemyski (1560) i krakowski (1562-1572), sekretarz wielki koronny (od 1557), duchowny, pisarz polityczny, mówca i mecenas sztuki.

## Zabytki
Według rejestru zabytków NID na listę zabytków wpisany jest kościół filialny pw. św. Katarzyny, drewniany z 1857, nr rej.: A/815 z 16.08.1993.